# Johor
Johor – stan w Malezji, na Półwyspie Malajskim, graniczący z Singapurem. Drugi pod względem wielkości stan (pow. 19 984 km²), ze stolicą w Johor Bahru. Johor zamieszkuje 3233 tys. mieszkańców (2010).

## Warunki naturalne
Johor zajmuje tereny nizinne, nad którymi wznoszą się miejscami pojedyncze masywy górskie (najwyższy szczyt: Gunuń Ledań – 1276 m n.p.m.), ponadto w skład stanu wchodzą też wyspy na Morzu Południowochińskim, m.in. Besar (wys. 610 m n.p.m.), Sibu (100 mieszk.), Tinggi (448 mieszk.). Klimat równikowy, wybitnie wilgotny. Główne rzeki: Johor, Semberong, Muar. Większą część terytorium stanu pokrywa wilgotny las równikowy. Podstawę gospodarki stanowi rolnictwo: uprawa kauczukowca, palmy kokosowej i olejowej, ryżu, herbaty, ananasów i pieprzu. Eksploatacja lasów, na wybrzeżu rybołówstwo. Eksploatacja rud żelaza, cyny i boksytów. Przemysł włókienniczy, chemiczny, drzewny i spożywczy; silne związki gospodarcze z Singapurem (eksport, głównie żywności i surowców). Główne miasta: Johor Bahru, Segamat, Keluang, Batu Pahat.

## Historia
Sułtanat Johoru powstał w 1528 r. po rozpadzie sułtanatu Malakki. W 1855 r. zajęty przez Brytyjczyków. Od 1963 r. stanowi część Malezji.
Obecnie stan dzieli się na 8 dystryktów:
- Johor Bahru 1817,8 km²
- Pontian 919,5 km²
- Kota Tinggi 3488,7 km²
- Kluang 2851,8 km²
- Segamat 2851,26 km²
- Muar 2346,12 km²
- Batu Pahat 1878 km²
- Mersing 2838,6 km²